# ExpressVPN
ExpressVPN è un servizio di VPN offerto dalla società Express VPN International Ltd., la quale ha la sede nelle Isole Vergini britanniche. Il software è commercializzato come uno strumento di privacy e sicurezza che crittografa il traffico Web degli utenti e maschera i loro indirizzi IP.
Nel 2018, sia TechRadar che Comparitech hanno nominato il servizio come Scelta dell'editore.

## Caratteristiche
ExpressVPN è disponibile per Windows, macOS, iOS, Android, Linux e router. Per proteggere il traffico degli utenti il software utilizza una CA a 4096 bit, la crittografia AES-256-CBC e TLSv1.2. I protocolli VPN disponibili includono OpenVPN (con TCP/UDP), SSTP, L2TP/IPSec e PPTP.

### Server
A partire da marzo 2019, ExpressVPN dispone di oltre 3.000 server remoti in 160 località e 94 Paesi, con un gran numero di server situati in Brasile, Canada, Stati Uniti, Francia, Germania, Italia, Paesi Bassi, Spagna, Svezia, Svizzera, Regno Unito, Australia, Hong Kong, India, Giappone, Singapore, Corea del Sud e Taiwan.
A luglio 2017, ExpressVPN ha annunciato in una lettera aperta che Apple aveva rimosso tutte le app VPN dal suo App Store in Cina, dichiarazione che è stata successivamente riportata dal New York Times e da altri giornali. In risposta alle domande dei senatori degli Stati Uniti, Apple ha dichiarato di aver rimosso 674 app VPN dall'App Store in Cina nel 2017 su richiesta del governo cinese.
Nel dicembre 2017, ExpressVPN è stato oggetto di discussione in relazione alle indagini sull'assassinio dell'ambasciatore russo in Turchia, Andrei Karlov . Gli investigatori turchi hanno sequestrato un server ExpressVPN che secondo loro è stato utilizzato per eliminare le informazioni pertinenti dagli account Gmail e Facebook dell'assassino. Le autorità turche non sono state in grado di trovare alcun registro per facilitare le loro indagini e, a detta della società, ciò ha confermato la filosofia di non memorizzare l'attività degli utenti o i registri delle connessioni, aggiungendo: "anche se è un peccato che strumenti di sicurezza come le VPN possano essere utilizzati in modo illecito, sono fondamentali per la nostra sicurezza e la tutela del nostro diritto alla privacy online. ExpressVPN è fondamentalmente contraria a qualsiasi tentativo di installare "backdoor" o tentativi da parte dei governi di minare in altro modo tali tecnologie".